# Weißwangen-Astspäher
Der Weißwangen-Astspäher (Pseudocolaptes boissonneautii), auch Andenschopfohr genannt ist eine Vogelart aus der Familie der Töpfervögel (Furnariidae). Die Art hat ein großes Verbreitungsgebiet, das etwa 390.000 Quadratkilometer in den südamerikanischen Ländern Venezuela, Kolumbien, Ecuador, Peru und Bolivien umfasst. Der Bestand wird von der IUCN als nicht gefährdet (Least Concern) eingeschätzt.

## Merkmale

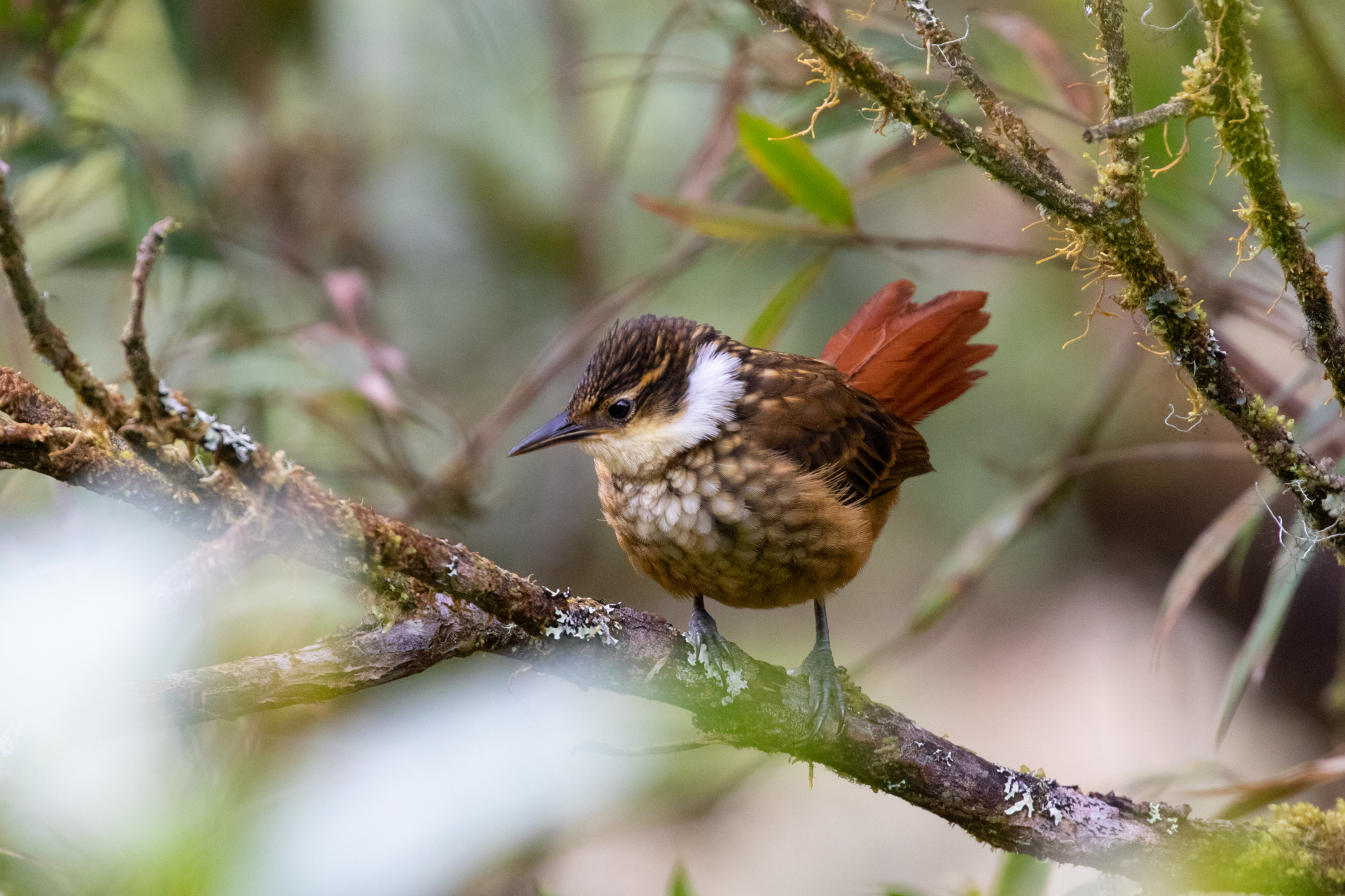
Weißwangen-Astspäher

Der Weißwangen-Astspäher erreicht eine Körperlänge von etwa 20 bis 21,5 Zentimetern. Der gerade schwarze Schnabel wird etwa 20 Millimeter lang. Das Oberteil des Gefieders ist braun. Die Krone ist etwas dunkler. Der Rücken ist von gelbbraunen Streifen durchzogen. Die Schwingen weisen eine rotbraune Umrandung auf. Der Bürzel und der Schwanz sind leuchtend rotbraun. Die Kehle ist weiß. Die Federn seitlich des Nackens sind länger und bilden ein auffälliges schneeweißes Büschel. Die Brust ist weiß mit brauen Streifen und werden rötlich gelb Richtung Bauch und rotbraun am Untersteiß (Crissum). Die Schnabellänge kann je nach Unterart und Geschlecht etwas variieren.

## Habitat
Der Vogel bewegt sich hauptsächlich im mittleren und oberen Baldachin von feuchtem Bergwald. Man beobachtet ihn in Höhen zwischen 1700 und 3450 Metern. Bei der Futtersuche bewegt er sich gerne an langen horizontalen Ästen. Hier sieht man ihn an Bromelien und Epiphyten.

## Verhalten
Der Vogel kann alleine und in Begleitung unterwegs sein. Dabei wechselt er durchaus auch seine Begleiter. Meist fliegt er hoch und meidet Bodennähe. Manchmal stützt er sich mit seinem Schwanz nach unten ab, macht kräftig Lärm oder stöbert durch die Gegend. Zur Futteraufnahme klettert er gerne an Moos und Aufsitzerpflanzen. Der Weißwangen-Astspäher ernährt sich überwiegend von Insekten und deren Larven, aber auch kleine Frösche stellen einen Teil des Nahrungsspektrums dar. Die Nahrung findet er in Bromelien, Moosen, Flechten und anderen Epiphyten. Hieraus erklärt sich der Anteil
kleiner Frösche seines Nahrungsspektrums, da ihr Lebensraum die Wasseransammlungen der epiphytischen Trichterbromelien ist.

## Unterarten
Bei der Art wurden bisher neun gültige Unterarten beschrieben.
- Pseudocolaptes boissonneautii auritus (Tschudi, 1844)
- Pseudocolaptes boissonneautii boissonneautii (Lafresnaye, 1840)
- Pseudocolaptes boissonneautii carabayae (Zimmer, JT, 1936)
- Pseudocolaptes boissonneautii intermedianus (Chapman, 1923)
- Pseudocolaptes boissonneautii medianus (Hellmayr, 1919)
- Pseudocolaptes boissonneautii meridae (Hartert, E & Goodson, 1917)
- Pseudocolaptes boissonneautii orientalis (Zimmer, JT, 1935)
- Pseudocolaptes boissonneautii pallidus (Zimmer, JT, 1935)
- Pseudocolaptes boissonneautii striaticeps (Hellmayr & Seilern, 1912)

Die Unterarten Pseudocolaptes boissonneautii oberholseri (Cory, 1919) wird normalerweise als Synonym für die Nominatform betrachtet.
Die Unterart auritus findet man in Zentralperu vom Süden der Region La Libertad bis nördlich von Puno. Die Subspezies boissonneautii ist in den West- und Zentralanden Kolumbiens sowie in den Ostanden des südlichen Cundinamarca beheimatet. In den Anden südlich von Puno bis nach Zentral- und Südbolivien (östliches bis westliches Santa Cruz) findet man die ssp. carabayae vor. In der Region Piura und im Südwesten Cajamarcas tummelt sich die ssp. intermedianus. Südlich des Marañón-Flusses von Südcajamarca bis in den südlichen Teil der Region San Martín kommt die Unterart medianus vor. Die Heimat der ssp. meridae ist in der Sierra de Perijá, in den Anden des Nordwesten Venezuelas (bei Trujillo, Mérida und im Bundesstaat Táchira). Auf kolumbianischer Seite findet man sie im Süden der Provinz Boyacá. Oberholseri ist wohl ein Synonym für orientalis und kommt an den Ost- und Westhängen der ecuadorianischen Anden vor. Pallidus ist im Nordwesten Perus zu beobachten. Schließlich und endlich findet man die ssp. striaticeps an den Küsten des Nordens Venezuelas. Dort ist sie vom Bundesstaat Yaracuy über Carabobo bis Miranda präsent.

## Namensgebung
Ursprünglich wurde der Weißwangen-Astspäher unter dem Namen Anabates Boissonneautii beschrieben. Frédéric de Lafresnaye widmen den wissenschaftlichen Namen Auguste Boissonneau. So schrieb Lafresnaye: nous la dédions à M. Boissonneau, comme faisant partie de la riche collection qu'il a reçu de Bogota et comme un hommage des amis de la science, de ce qu'avant d'en livrer les nombreuses espèces à des mains étrangères, il a voulu, dans l'intéret de cette science, faire connaître les espèces nouvelles par ses propres descriptions ou celles des auteurs auxquels ils les a communiquées obligeamment. (sinngemäße Übersetzung: Wir widmen die Art Herrn Boissonneau, der einen Teil seiner reichen Sammlung, die er im Rahmen der Ehrerbietung an die Freunde der Wissenschaft aus zahlreichen ausländischen Händen von Bogota (Santa Fé de Bogotá) erhalten hatte. Im Interesse der Wissenschaft und im Bewusstsein für die Notwendigkeit der Beschreibung neuer Arten durch geeignete Autoren hatte er uns den Balg freundlicherweise zur Verfügung gestellt).